# 벵갈의 호랑이
벵갈의 호랑이(Der Tiger Von Eschnapur, The Tiger Of Bengal)는 독일(구 서독)에서 제작된 프리츠 랑 감독의 1958년 모험, 멜로/로맨스, 드라마 영화이다. 데브라 파겟 등이 주연으로 출연하였고 아르투르 브라우너 등이 제작에 참여하였다.

## 출연

### 주연
- 데브라 파겟
- 사빈느 베스먼
- 클라우스 홈

### 조연
- 폴 허브쉬미드
- 루시아나 팔루치
- 월터 레이어

## 제작진
- 원작자: 테아 폰 하르보우